# Хусейн Байкара
Хусейн Байкара або Султан-Хусейн Мірза (*1438 — 4 травня 1506) — емір Хорасану та Астрабаду в 1469—1506 роках.

## Життєпис

### Молоді роки
Походив з династії Тимуридів. Син Мансура Мірзи, онука Омар-шейха I, який був сином Тимура. Ім'я свого діда — Байкари Мірзи — Хусейн в подальшому додав до свого, став відомим як Хусейн Байкара. Матір'ю була Фіруз-Султан, що доводилася донькою Міран-шаху та онукою Тамерлану. Народився приблизно наприкінці травня 1438 року в Гераті. У віці 7—8 років втратив батька. Здобув гарну освіту, виявивши хист до поезії й мистецтва. Тоді ж затоваришував з майбутнім відомим поетом Алішером Навої.
У 1452 році за порадою матері поступив на службу до свого родича Абул-Касіма Бабура, що володарював в Хорасані. Втім був невдоволений просуванням державний щаблями. Тому у 1454 році під час перебуванні у Самарканді перейшов на службу до Султан Абу-Саїда, еміра Мавераннахра. У 1454 році той з огляду на повстання Султан-Увейс Мірзи, троюрідного брата Хусейна Байкари, запроторив останнього до в'язниці. Лише втручання матері врятувала Хусейна.
У 1455 році повернувся до Абул-Касіма Бабура. Після смерті у 1457 році Бабура в Хорасан розпався на декілька частин, де панували Джаханшах, володар Кара-Коюнлу, тимуриди Султан Абу-Саїд (в Балхі), Ала ад-Даула (в Абіварді), Ібрагім Мірза (в Гераті), Султан-Санджар мірза (в Мерві). Сістан та Керман захопив Малік Касім.
За цих обставин Хусейн залишив Герат та перебрався до Султан-Санджара, що правив у Мерві. Хусейн Байкара оженився на його доньки, ставши одним з довірених сановників. Проте вже в липні 1457 року Хусейн спробував захопити місто, проте невдало. Тому з 5 вершникам вимушений був тікати до Хіви, де збільшив свій загін до 300 осіб.

### Боротьба з Султан Абу-Саїдом
У жовтні 1458 року Хусейн захопив область Ґорґан, що доти належала султану Абу-Саїду. Звідки планував заволодіти Астрабадом, а потім й Хорасаном. Але вже через місяць вимушений був відступити до Хорезму. У 1461 році знову захопив Горган, завдавши у битві при Джауган-Валі поразки наміснику Султан Абу-Саїда. Повернення останнього до Астрабаду змусило Хусейна Байкару тікати до кочових узбеків, з одним з ханів яких — Пір-Будагом — Байкара уклав союз. Згодом до нього долучилися кунграти.
Посиливши свою військову потугу Хусейн Байкара став здійснювати грабіжницькі походи з Хорезму до Хорасану, особливо вони посилилися з 1464 року. Водночас вдалося захопити увесь Хорезм з містами Ургенч і Хіва. Але у 1464 році зазнав поразки у битві під Мервом, а невдовзі втратив увесь Хорезм. Вимушений був вести життя кочівника.
Але у 1466 році повернувся й знову запанував над Хорезмом. Він розпочав перемовини з Абулхайром, ханом узбеків, щодо спільних дій проти Султан Абу-Саїда. Втім, після смерті хана 1468 році план було відкинуто.

### Боротьба за Герат
Вкрай важке становище Хусейна Байкари покращилося після поразки та загибелі Султан Абу-Саїда у військовій кампанії проти Ак-Коюнлу. Війська Узун-Хасана, правителя Ак-Коюнлу, зайняли Герат та увесь Хорасан. Втім, невдовзі проти того повстав тимурид Ядгар Мухммед Мірза. В цю боротьбу також втрутився Султан-Ахмед Мірза, емір Мавераннахра. Жоден з супротивників не міг здобути перемоги. З загоном близько 1 тис. вояків Хусейн байкара рушив до Хорасану, де на його бік перейшла частина військовиків та знаті. 24 березня 1469 року увійшов до Герату, ставши новим еміром.

### Правитель Хорасану
Хусейн завдав поразки Ягдару Мухаммеду в битві при Ченарані 15 вересня 1469 року, решта війська якого перейшла на бік еміра. Після цього влада поширилася на весь Хорасан. Але Ягдара підтримав Узун-хасан і 1470 року перший зумів захопити Герат. Втім, за 1,5 місяця Хусейн відвоював Герат, захопив Ягдара Мухаммеда Мірзу, якого стратив. Після цього було укладено мирну угоду з Ак-Коюнлу, за якою Хусейн отримав Астрабан і частину Мазандерану, кордон між державами пройшов по північній частині пустелі Деште-Лут до оз. Хамун в Сістані. На півночі кордон з Мавераннахром проходиврічкою Амудар'я, також Хусейн зберіг владу над Хорезмом.
У 1471 році хакім (намісник) Балху Ахмад Муштак перейшов на бік Султана-Ахмеда. Спроби Хусейна підкорити Балх були невдалими. У 1472 році призначив своїм візиром Алішера Навої. Згодом зумів відновити владу у Балху. В подальшому панував спокійно, не намагаючись вести активної зовнішньої політики, зміцнюючи держави. Відбулося нове економічне піднесення регіону. У 1488 році вдалося відбити напад Мухаммеда Шейбані на Ургенч.
У 1490 році вимушений був придушити в Балху повстання свого небожа Дервіша Алі, що вступив у змову з Султан-Махмудом Мірзою, правителем Гісара. За цим зміцнив свої позиції в Тохаристані. Скориставшись цим Шейбані захопив у Байкари Хорезм. Спроби відбити його виявилися невдалими.
У 1495 році було підкорено Кандагар, де панували беки з династії Аргун. У 1496 році придушив повстання сина Баді аз-Замана, що відмовлявся переходити з Астрабаду до Балху. У 1497 році Баді аз-Заман рушив на Герат, але Хусейн переміг сина, який втік до Кундуза. Згодом емір захопив Балх та завдав поразки всім прихильникам бунтівного сина. У 1498 році вимушений був придушити заколот сина Султан-Мухаммед Мірзи, намісника Астрабаду.
Останніми роками опікувався загрозою кочових узбеків, яка ставала дедалі відчутнішою. У 1496 році уклав союз з Касім-ханом, правителем Казахського ханства. Союз спрямований проти Мухаммеда Шейбані, правителя кочових узбеків. Втім, після захоплення Шейбані Самарканду та усього Мавераннахру, Хусейн Байкара обмежився зміцненням охорони кордонів, проте не наважився на активні дії проти Шейбані (спільно з Казахським ханством). Він помер у 1506 році. Владу перейняли сини Баді аз-Заман Мірза та Музаффар Хусейн Мірза

## Культурна діяльність
Хусейн байра надавав підтримку письменникам, поетам, художникам. Він сам складав вірші перською мовою під псевдонімом Хусайні. Твори увійшли до збірки (диван)у, що включає ліричні твори в жанрі газелі, де оспівує любов. Про вірші еміра добре відгукувався Навої. Крім того, Хусейн Байкара склав прозовий твір «Рісоля», присвячений проблемам літератури.
У перші роки його володарювання в Гераті утворився мистецько-науковий гурток, куди увійшли поети Алішер Навої, Джамі, художник Бехзад (став засновником Гератської школи мініатюри), каліграф Султан Алі Мешхеді. Цей період дістав назву Тимуридського Ренесансу.

## Особистість
Хусейн Байкара був відомим спортсменом і мисливцем, чим виділявся на тлі тимуридської  аристократії. Також уславився своєю здатністю багато пити не п'яніючи.